# Čohovo
Čohovo je gručasto opuščeno naselje na južni strani Čohovega griča (871 m), poraslega z iglastim gozdom. Spada v občino Cerknica.
Hribovita pokrajna s slabo rodovitno zemljo daje malo možnosti za poljedelstvo, več pa za gozdarstvo. Pod naseljem je izvir potoka Beden.